# Mardin (provincie)
Mardin is een provincie in Turkije. De provincie omvat 8891 km² en heeft 862.757 inwoners (2021). De hoofdstad is het gelijknamige Mardin.

## Bestuurlijke indeling

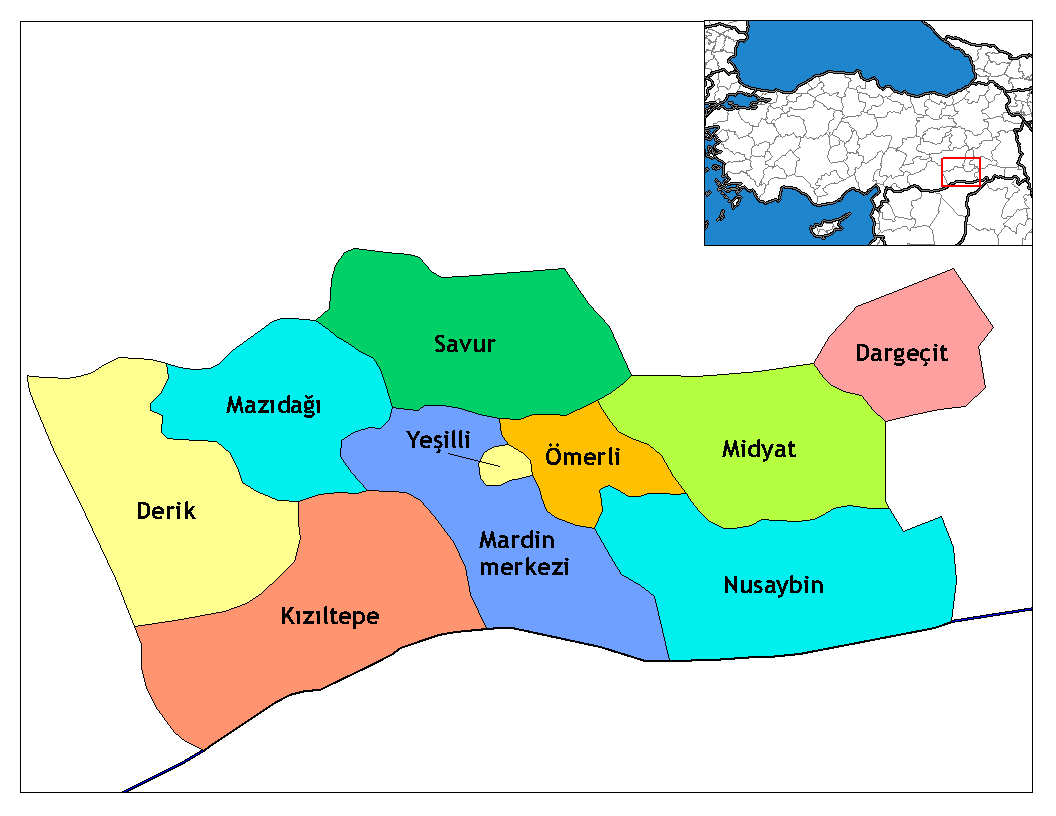
Districten van Mardin

### Districten
De provincie bestaat uit de volgende tien districten:
| - Artuklu - Dargeçit - Derik - Kızıltepe - Mazıdağı | - Midyat - Nusaybin - Ömerli - Savur - Yeşilli |